# Volvo 7900
A Volvo 7900 a Volvo városi-elővárosi alacsony padlós, szóló busza, melyet 2011 óta gyártanak a lengyelországi Wrocławban. Az autóbuszok többsége dízel-elektromos hibrid meghajtással rendelkeznek Volvo 7900 Hybrid, vagy csak Volvo 7900H néven, azonban egyes piacokon hagyományos dízel és CNG meghajtással is elérhető. Csuklós változata a Volvo 7900A, elődje pedig a Volvo 7700.

## Története
A új buszt a 2011-es kortrijki Busworldön mutatták be, azonban az előző szériát, a Volvo 7700 és 7700A-t még egy évig, 2012-ig gyártották.
2014 szeptemberében jelent meg a plug-in hybrid változata. Az első három ilyen prototípus Göteborgba került, később ezeket a buszokat tesztelték Hamburgban, Luxembourgban és Stockholmban. Sorozatgyártásuk 2016-ban kezdődött meg.
2015 júniusában, a három plug-in hybrid autóbusz göteborgi forgalomba állásával egy időben bemutatták a Volvo 7900e nevű teljes mértékben elektromos buszt, majd 2017-ben ennek is elindult a sorozatgyártása.
Az első jobb kormányos bemutató 7900e 2017 szeptemberében állt forgalomba a First Greater Manchester állományában.

## Változatok
| Változatok                      | Változatok        | Változatok                | Változatok         |
|                                 | Volvo 7900 Hybrid | Volvo 7900 Electic Hybrid | Volvo 7900 Electic |
| ------------------------------- | ----------------- | ------------------------- | ------------------ |
| Hosszúság (m)                   | 10,6/12,0         | 12,0                      | 12,0               |
| Szélesség (m)                   | 2,55              | 2,55                      | 2,55               |
| Magasság (m)                    | 3,28              | 3,28                      | 3,28               |
| Megengedett járműössztömeg (kg) | 19 000            | 19 000                    | 19 000             |
| Dízelmotor                      | Volvo D5K         | Volvo D5K                 | –                  |
| Teljesítmény (LE)               | 240               | 240                       | –                  |
| Nyomaték (Nm)                   | 918               | 918                       | –                  |
| Elektromos motor                | Volvo I-SAM       | Volvo I-SAM               | Volvo I-SAM        |
| Legnagyobb teljesítmény (kW)    | 120               | 150                       | 160                |
| Legnagyobb nyomaték (Nm)        | 800               | 1200                      | 400                |
| Kép                             |                   |                           |                    |

## Fordítás
- Ez a szócikk részben vagy egészben  a   Volvo 7900 című angol Wikipédia-szócikk fordításán alapul.  Az eredeti cikk szerkesztőit annak laptörténete sorolja fel. Ez a jelzés csupán a megfogalmazás eredetét és a szerzői jogokat jelzi, nem szolgál a cikkben szereplő információk forrásmegjelöléseként.

## Külső hivatkozások
- Volvo Autóbuszok Magyarország. (Hozzáférés: 2018. április 15.)
- Volvo és a design – 7000-es széria. BusWorld blog, 2014. október 4. (Hozzáférés: 2018. április 13.)[halott link]
- Használt hibridek Budapesten. BusWorld blog, 2018. február 12. [2018. április 14-i dátummal az eredetiből archiválva]. (Hozzáférés: 2018. április 13.)